# Цвітков В'ячеслав Олександрович
В'ячесла́в Олекса́ндрович Цвітко́в — старший солдат Збройних сил України, учасник російсько-української війни.

## Життєпис
В'ячеслав з братом закінчили п'ятихатську ЗОШ № 2. Закінчив ПТУ, тракторист й комбайнер. 2002 року призваний до лав ЗСУ, оператор-навідник Т-64. Монтер колійно-машинної станції № 137 — КМС-137, місто П'ятихатки.
В часі війни мобілізований у квітні 2014-го — танкіст, 93-тя окрема механізована бригада; утримував українські позиції під Пісками. Відбивали наступи терористів, вступали у танкові бої, супроводжували колони в Донецький аеропорт. В самому аеропорту у танковому бою з Т-72 противника вистояли, перемогли і викинули підрозділ терористів. Поранений — мирний мешканець на блокпосту потрапив під обстріл, Цвітков кинувся його рятувати, і сам зазнав поранення. З побратимом донесли пораненого до «швидкої», коли поруч розірвалася міна; побратим загинув, Цвіткова поранило осколками в голову та обличчя, лікувався в госпіталях. По демобілізації повернувся працювати в депо.
Після демобілізації повернувся до праці монтера колії в П'ятихатській КМС.

## Нагороди
За особисту мужність і героїзм, виявлені у захисті державного суверенітету та територіальної цілісності України, вірність військовій присязі під час російсько-української війни, відзначений — нагороджений
- 13 серпня 2015 року — орденом «За мужність» III ступеня.